# Гущин, Александр Сергеевич (искусствовед)
Алекса́ндр Серге́евич Гу́щин (23 ноября 1902, Пятигорск — 4 ноября 1950, Москва) — советский историк искусства, доктор искусствоведения, профессор. Один из основателей искусствоведческого факультета Ленинградской академии художеств, первый декан факультета теории и истории искусств (1937 г.).

## Биография
Родился в семье архитектора С. И. Гущина. Окончил пятигорскую гимназию.
В 1921 г. поступил в Киевский археологический институт, по окончании которого в 1925 г. получил рекомендацию в аспирантуру и был направлен в Государственный институт истории искусств (ГИИИ) в Ленинград. Здесь, поступив в аспирантуру, он одновременно окончил курс Института по программе отделения Изобразительного искусства, а также написал диссертацию «Древнерусский звериный стиль», которую защитил в 1928 г.
С 1 января 1929 г. он был назначен старшим научным сотрудником ГИИИса, а с января 1935 г. стал действительным членом Института и Заведующим секторам ИЗО. C февраля 1934 г. он стал также старшим научным сотрудником и действительным членом Государственной Академии истории материальной культуры (ГАИМК).
А. С. Гущии читал лекции по «Теории и социологии искусства» (в ГИИИсе), по «Марксистской методологии искусства» (Ленинградский Институт Филологии и Литературы, ЛИФЛИ).
В 1930—1932 гг. был редактором ИЗОГИЗа, работал также редактором в издательстве Ленинградского Отделения Союза Художников (ЛОСХ)
С реорганизацией Государственного института истории искусств в 1936 г. и передачей сектора изобразительного искусства в Ленинградскую академию художеств, он был переведён в Академию на должность заместителя заведующего кабинетом теории и истории искусства. С этого времени началась его деятельность по организации факультета.
В конце 1936 г. было открыто подготовительные отделение, к преподаванию на котором были привлечены бывшие преподаватели сектора Изобразительных искусств ГИИИСа.
С апреля 1937 г. А. С. Гущин был утверждён в звании профессора Академии художеств по искусствоведческому факультету, занятия, на первом курсе которого начались в октябре 1937 г. Александр Сергеевич Гущин стал его первым деканом.
Читал курсы: «Введение и изучение истории искусства», «Историю первобытного искусства», «Искусство первобытного общества» и факультативный курс «Художественные ремесла Древней Руси».
В сентябре 1938 году вынужден был по состоянию здоровья уйти с должности декана, перешёл на должность заведующего кафедрой искусства средних веков и Нового времени.
Во время войны А. С. Гущин был эвакуирован в Москву, а затем в Самарканд, где был приглашён на должность заведующего кафедрой истории искусств Московского Художественного института. В 1943 г. он выступает в Москве на научной конференции с докладом «Значение художественной культуры Древней Руси». Этот доклад содержал основные положения докторской диссертации А. С. Гущина «Народные основы искусства Древней Руси», завершённой в рукописи в 1944 г.
В 1946 г. А. С. Гущин возвращается в Академию художеств и читает на старшем курсе факультета истории искусств «Историю эстетических учений» одновременно с прежними своими курсами. В течение некоторого времени он совмещает это с лекциями в Москве, однако в августе 1948 г. был освобождён от должности в Академии художеств по болезни и покидает Ленинград.
Скончался в Москве 4 ноября 1950 г.

## Труды
Круг научных интересов А. С. Гущина был очень широким. Его основной специальностью была история культуры первобытных народов и народной культуры, проблемам которых посвящён ряд его публикаций.
Автор статей «Большой Советской Энциклопедии»: «Германское искусство», «Звериный стиль», «Крестьянское искусство», «Первобытное искусство», «Скифское искусство».
Занимался проблемами искусства средневековья и французского искусства XVIII—XIX вв, современного искусства (выставки, палехская миниатюра, изоискусство, изобригады на производстве, колхозная художественная самодеятельность).
Некоторые труды:
- «К вопросу о славянском земледельческом искусстве» («Изобразительное искусство», 1927)
- «Народное дохристианское искусство Киевской Руси» (Revue des Études Slaves. Paris, 1928)
- «Древнерусский звериный орнамент» (Тезисы диссертации, 1928)
- «Политическая карикатура периода Парижской коммуны» (Искусство, 1934)
- «Парижская коммуна и художники» (1934)
- «Искусство в доклассовом обществе» (1935)
- «Памятники художественного ремесла Древней Руси» (1936)
- «О народном искусстве» (Искусство, 1937)
- «Происхождение искусства» (1937)
- «Проблема народности в истории искусства» (Народное творчество, 1938)
- Введение к книге Г. Кюна «Искусство первобытных народов» (Л.,1938)
- «Проблемы происхождения архитектуры» (Архитектура СССР? 1939)
- «Народные основы искусства Древней Руси» (1944)
- Архитектура первобытно-общинного строя // Всеобщая история архитектуры. Т. 1. — М.: Издательство Академии архитектуры СССР. 1944. — с. 15—26. — При участии К. А. Иванова.